# Tavio Amorin
Octave Tavio Tobias Ayao Amorin, född den 20 november 1958 i Lomé, död den 29 juli 1992, var en togolesisk socialistisk politiker. Han ledde Pan-African Socialist Party. Han var en stark kritiker av president Gnassingbé Eyadémas diktatoriska regim och dödades av ett skott i Lomé av två oidentifierade män den 23 juli 1992.